# 2-(2H-Benzotriazol-2-yl)-4,6-bis(2-phenyl-2-propanyl)phenol
2-(2H-Benzotriazol-2-yl)-4,6-bis(2-phenyl-2-propanyl)phenol (UV-234) ist eine chemische Verbindung aus der Klasse der 2-(2-Hydroxyphenyl)-2H-benzotriazole, die als UV-Absorber wirkt.

## Gewinnung und Darstellung
Die Herstellungs- bzw. Importmenge liegt bei 1 000–10 000 Tonnen für den Europäischen Wirtschaftsraum.

## Verwendung
Es wird eingesetzt, um verschiedenen Polymeren Lichtechtheit zu verleihen. Es eignet sich für Polycarbonate, Polyalkylenterephthalate, Polyacetale, Polyamide, Polyphenylensulfide, Polyphenylenether, aromatische Copolymere, thermoplastisches Polyurethan und Polyurethanfasern sowie für Polyvinylchlorid, Styrol-Homo- und -Copolymere. Zu den Anwendungen gehören Formartikel, Folien, Platten und Fasern.
Der Einsatzbereich von UV-234 liegt zwischen 0,15 und 0,60 %, je nach Untergrund und Leistungsanforderungen der Endanwendung.

## Gefahrenbewertung
UV-234 hat in aquatischen Nahrungsnetzen ein hohes Bioakkumulationspotential.